# جورجينا رزق
جورجينا رزق هي عارضة أزياء وممثلة لبنانية من مواليد 3 يناير 1953. حصلت على لقبي ملكة جمال لبنان 1970 وملكة جمال الكون 1971. وهي تنحدر من عائلة مسيحية مارونية لبنانية، من والد لبناني ووالدة مجرية. تزوجت من علي حسن سلامة والذي لُقّب من قبل الصهاينة بالأمير الأحمر والذي اُغتيل في 1979 من قبل الموساد وأنجبت منه ابنها «علي». تزوّجت المطرب اللبناني المعروف وليد توفيق في 1990 وأنجبت منه ابنها الثاني «الوليد» وابنتها «نورهان». شاركت في العديد من الأفلام السنيمائيّة قبيل الحرب الأهلية اللبنانية ومنها «غيتار الحب»، «باي باي يا حلوة»، و«الملكة وأنا».
في مسابقة ملكة جمال الكون 1972، لم يسمح لرزق بالحضور بسبب القيود التي تفرضها الحكومة بسبب مخاوف من هجوم إرهابي. كما كانت قد اشتركت في مسابقة ملكة جمال العالم 1970، ولكنها لم تنجح، وهي تعمل الآن محكمة في مسابقات ملكة جمال لبنان.

## ملكة جمال الكون 1971
مثّلت جورجينا رزق لبنان في مسابقة ملكة جمال الكون 1971 التي اُقيمت في مدرج ميامي بيتش في ميامي بيتش بفلوريدا وفازت باللقب وحلّت طوني رايورد من أستراليا وصيفة أولى وبيرجو لايتيليا من فنلندا وصيفة ثانية. وهي أول مرة تفوز فيها لبنانية وشرق أوسطية بلقب ملكة جمال الكون. أصدر لبنان طابعا بريديا يُظهر صورة جورجينا رزق بمناسبة حصولها على لقب ملكة جمال الكون.

طابع بريدي لبناني بمناسبة حصول جورجينا رزق على لقب ملكة جمال الكون 1971

عملت رئيسة للجنة اختيار ملكة جمال لبنان 2012.

## مسيرتها السينمائية
مثلت جورجينا رزق في ثلاثة أفلام. وشاركت دور البطولة في فيلم «جيتار الحب» مع عمر خورشيد وصباح. وفي 1975، مثلت دور البطولة في فيلمين، الأول مع محرم فؤاد ووحيد سيف في فيلم «الملكة وأنا» والثاني مع رشدي أباظة في «باي باي يا حلوة».
مثلت أيضا في مسرحية «سنقف سنقف» مع روميو لحود وفي مسلسل «أنت أنا» مع فهد بلان.

## وصلات خارجية
- جورجينا رزق على موقع IMDb (الإنجليزية)
- جورجينا رزق على موقع ديسكوغز (الإنجليزية)